# Richard Hamming
Richard Wesley Hamming (Chicago, 1915. február 11. – Monterey, Kalifornia,  1998. január 7.) amerikai matematikus, akinek a munkássága hatott az informatikára és a telekommunikációra is. Egyik legismertebb eredménye a Hamming-távolság fogalmának megalkotása.

## Életpályája
Hamming a Chicagói Egyetemen, a University of Nebraska és a University of Illinois (Urbana-Champaign) egyetemeken tanult. Ez utóbbi egyetemen doktorált matematikából. 1945 áprilisában Los Alamosban programozói minőségben csatlakozott a Manhattan tervhez, de 1946-ban már a Bell Telephone Laboratoriesnél dolgozott.
1976-os  nyugdíjazása után a Naval Postgraduate School (Monterey) oktatója lett, ahol informatikát tanított és könyveket írt. Utolsó előadását 1997 decemberében tartotta, nem sokkal halála előtt.
1998. január 7-én halt meg szívrohamban.

## Munkássága
Egy 1950-ben közölt cikkében bevezette a ma Hamming-távolság néven ismert fogalmat, amelynek fontos szerepe van a kódolásban. Egy egész hibajavítókód-családot tervezett,  és ez nemcsak, hogy megoldotta a telekommunikáció egyik fontos feladatát, de teljesen új kutatási területet nyitott. 
Dijsktra 1967-ben megjelent Discipline of Programming című könyvében Hammingnek tulajdonítja a szabályos számok fogalmának bevezetését. Differenciálegyenletekkel is foglalkozott. Nevéhez fűződik a jelfeldolgozásban használható Hamming-ablak.  
1968 és 1960 között az amerikai informatikai társaság, az Association for Computing Machinery (ACM) elnöke volt. 1968-ban megkapta az ACM Turing-díját.

## Fordítás
- Ez a szócikk részben vagy egészben  a   Richard Hamming című angol Wikipédia-szócikk fordításán alapul.  Az eredeti cikk szerkesztőit annak laptörténete sorolja fel. Ez a jelzés csupán a megfogalmazás eredetét és a szerzői jogokat jelzi, nem szolgál a cikkben szereplő információk forrásmegjelöléseként.